# Великі Дубрави
Великі Дубра́ви (каз. Большие Дубравы) — село у складі Сарикольського району Костанайської області Казахстану. Адміністративний центр та єдиний населений пункт Великодубравської сільської адміністрації.
Населення — 459 осіб (2021; 790 у 2009, 991 у 1999, 1380 у 1989).